# Filmfare Awards (1955)
Вторая церемония награждения Filmfare Awards состоялась в 1955 году. На ней были отмечены лучшие киноработы на хинди, вышедшие в прокат до конца 1954 года. Начиная с этого года, введены номинации за лучшие мужскую и женскую роли второго плана и лучший сюжет.

## Победители
| Категория                         | Победители | Ссылки            |
| --------------------------------- | --- | ----------------- |
| Лучший фильм                      | «Чистильщики обуви» - Режиссёр: Пракаш Арора - Продюсер: Радж Капур - В ролях: Нааз, Ратан Кумар и Дэвид Абрахам | [ 2 ] [ 3 ]       |
| Лучшая режиссура                  | Бимал Рой — «Замужем»                                                                                            | [ 2 ] [ 3 ]       |
| Лучшая мужская роль               | Бхарат Бхушан — «Шри Чайтанья Махапрабху»                                                                        | [ 3 ]             |
| Лучшая женская роль               | Мина Кумари — «Замужем»                                                                                          | [ 2 ] [ 3 ]       |
| Лучшая мужская роль второго плана | Дэвид Абрахам — «Чистильщики обуви»                                                                              | [ 1 ] [ 2 ] [ 3 ] |
| Лучшая женская роль второго плана | Уша Киран — «Парус»                                                                                              | [ 1 ] [ 3 ]       |
| Лучший сюжет                      | Мухрам Шарма — «Наследники»                                                                                      | [ 1 ] [ 3 ]       |
| Лучшая музыка к фильму            | С.Д. Бурман — «Шофёр такси»                                                                                      | [ 3 ]             |
| Лучшая операторская работа        | Тара Датт — «Чистильщики обуви»                                                                                  | [ 2 ] [ 3 ]       |
| Лучший звук                       | Ишан Гхош — «Сила жизни»                                                                                         | [ 3 ]             |